# Glenn Seaborg
Glenn Theodore Seaborg (šve.: Glenn Teodor Sjöberg, 19. travnja 1912. – 25. veljače 1999.) bio je američki znanstvenik švedskih korijena, dobitnik Nobelove nagrade za kemiju 1951. godine zbog otkića i sinteze 10 transuranijskih elemenata. Seaborg je, također, razvijao i koncept aktinoida te je prvi predložio skupinu aktinoida što je dovelo do današnjeg izgleda periodnog sustava elemenata.
Većinu svoje karijere proveo je na University of California, Berkeley kao profesor i istraživački znanstvenik, a postao je i drugi kancelar tog sveučilišta u njegovoj povijesti. Seaborg je savjetovao 10 američkih predsjednika, od Trumana do Clintona, o nuklearnoj politici te je bio predsjednik Komisije za atomsku energiju SAD-a od 1961. do 1971. Tijekom svojeg predsjedanja, zalagao se komercijalnu i mirovnu uporabu nuklearne energije i znanosti. Tijekom svoje karijere, radio je u kontroli oružja. Potpisao je Frank Report, dogovor nekoliko uglednih američkih nuklearnih fizičara, kojim se zahtijevalo da SAD ne koristi atomsku bombu u napadu na Japan tijekom Drugog svjetskog rata. Seaborg dao doprinos i donošenju Sporazuma o djelomičnoj zabrani nuklearnog testiranja, Sporazuma o zabrani širenja nuklearnog oružja te Sporazuma o zabrani svih nuklearnih testiranja. Bio je vrlo poznati zagovaratelj znanstvene edukacije i izdvajanja sredstava za provedbu istraživanja. Imao je ključan doprinos izvješću A Nation At Risk kao član Reaganova Nacionalnog odbora za izvrsnost u obrazovanju. Seaborg je, također, bio glavni autor vlastitoga izvješća o akademskoj znanosti, izdanog posljednjih dana Eisenhowerove uprave.
Glenn T. Seaborg je bio glavni ili suotkrivač deset kemijskih elemenata: plutonija, americija, kurija, berkelija, kalifornija, einsteinija, fermija, mendelevija i elementa 106, koji je tijekom njegova života, njemu u čast, nazvan seaborgij. Razvio je više od 100 atomskih izotopa te je imao važan doprinos u odvajanju izotopa uranija, korištenih u atomskoj bombi Little Boy u napadu na Japan. Početkom svoje karijere, Seaborg je bio pionir na području nuklearne medicine te je razvio brojne izotope elemenata koji su uvelike doprinijeli dijagnosticiranju i liječenju bolesti. Najpoznatiji od njih je jod-131 koji se koristi u liječenju bolesti štitne žlijezde. Uz razvoj koncepta aktinoida i smještaja aktinoida ispod lantanoida, Seaborg je predložio smještaj superteških elemenata u grupu transaktinoida i superaktinoida. Nakon podjele Nobelove nagrade za kemiju 1951. godine s Edwinom McMillanom, primio je oko 50 počasnih doktorata te brojne nagrade i priznanja. Popis stvari nazvanih po Glennu Seaborgu je vrlo velik, pa se tako na njemu nalaze brojne stvari, od kemijskog elementa pa sve do asteroida. Seaborg je bio produktivan autor, napisao je više od 50 knjiga i 500 novinskih članaka, a često je surađivao s ostalim piscima. Primio je velik broj nagrada te je zbog toga, svojevremeno, bio uvršten u Guinnessovu knjigu rekorda kao osoba s najdužim boravkom u Who's Who in America. 

## Životopis
Glenn T. Seaborg rođen je u Ishpemingu u Saveznoj državi Michigan u SAD-u kao sin Hermana Theodora (Teda) i Selme Olivie Erickson Seaborg. Nije bio jedinac, imao je i sestru Jeanette. Dok je još bio dječak, njegova se obitelj preselila u obiteljsku kuću Seaborg u poddiviziji Home Gardens koja je kasnije pripojena gradu South Gate, predgrađu Los Angelesa u Kaliforniji.
Pisanjem novinskih članaka bavio se od 1927. pa sve dok nije doživio udar 1998. godine. Seaborg je, tijekom svoje mladosti, bio zagriženi sportski fan i veliki ljubitelj filmova. Majka ga je ohrabrivala u čitanju i proučavanju knjigu zato što je primijetila da ima razvijene literarne sposobnosti. Seaborg nije bio zainteresiran za znanost, sve dok ga u prvom razredu srednju škole nije inspirirao Dwight Logan Reid, profesor kemije i fizike u David Starr Jordan High School u Wattsu, gradskoj četvrti Los Angelesa.
Maturirao je u David Starr Jordan High School 1929. godine kao najbolji u svojoj generaciji. Prvostupnik kemije (Baccalareus chemiae) postao je 1934. na University of California, Los Angeles. Dok je bio na tome sveučilištu, njegov njemački profesor pozvao ga je na susret s Albertom Einsteinom. To je iskustvo na Seaborga imalo veliki utjecaj te mu je kasnije služilo kao inspiracija u radu sa studentima. Tijekom svoga školovanja, radio je na brodskim dokovima, pakirao je voće te je bio asistent u laboratoriju.  